# Ulrike Klotz
Ulrike Klotz född den 15 november 1970 i Cottbus, Tyskland, är en östtysk gymnast.
Hon tog OS-brons i lagmångkampen i samband med de olympiska gymnastiktävlingarna 1988 i Seoul.